# DDR-Skimeisterschaften 1964
Die 16. DDR-Skimeisterschaften fanden vom 19. bis zum 23. Februar 1964 im thüringischen Oberhof statt. In acht Entscheidungen der Nordischen Skidisziplinen Langlauf, Skispringen und Nordische Kombination, davon zwei Mannschaftswettbewerben gingen Athleten an den Start. Auf die Austragung des Skimarathons wurde verzichtet.

## Vorgeschichte
Die Wahl auf Oberhof als Austragungsort fiel nicht zufällig. 15 Jahre vorher hatten an gleicher Stelle die ersten Wintersportmeisterschaften der damals noch Sowjetischen Besatzungszone stattgefunden. Des Weiteren wurde ein Schanzenneubau im Oberhofer Kanzlersgrund im Rahmen der Meisterschaften im Beisein von Walter Ulbricht eingeweiht. Es war der erste große Schanzenneubau in der DDR, der erstmals Sprünge über 100 Meter erlaubte. Damit passte sich die DDR auch dem Trend an, nunmehr Skisprungwettbewerbe von der Normal- und Großschanze durchzuführen. Diese Zweiteilung wurde bei einem Großereignis erstmals bei den 2 Wochen vorher ausgetragenen Olympischen Winterspielen in Innsbruck praktiziert.

## Langlauf

### Männer

#### 30 km
Den Auftaktwettbewerb der Männer konnte wie im Vorjahr Olympiastarter Helmut Weidlich für sich entscheiden. Hinter ihm zeigte das Tableau jedoch einige Überraschungen. Erst auf Platz sechs konnte sich mit Enno Röder ein weiterer Olympiateilnehmer platzieren. War der Vizemeistertitel nach den Leistungen des Vorjahres für Kurt Albrecht nicht die große Überraschung, war die Bronzemedaille für den Zella-Mehliser so nicht erwartet worden. Allerdings hatte er schon zweieinhalb Minuten Rückstand auf den Sieger, was auch von der Fachwelt kritisch gesehen wurde.
Datum: Donnerstag, 20. Februar 1964
| Platz | Sportler        | Mannschaft                | Zeit (h) |
| ----- | --------------- | ------------------------- | -------- |
| 1     | Helmut Weidlich | SC Dynamo Klingenthal     | 1:44:17  |
| 2     | Kurt Albrecht   | ASK Vorwärts Oberhof      | 1:44:59  |
| 3     | Achim Langenhan | SC Motor Zella-Mehlis     | 1:46:51  |
| 4     | Dieter Ritter   | SG Dynamo Zinnwald        | 1:47:51  |
| 5     | Gerhard Lorenz  | SC Traktor Oberwiesenthal | 1:48:16  |
| 6     | Enno Röder      | SC Dynamo Klingenthal     | 1:48:47  |

#### 15 km
Auch die zweite Einzellaufstrecke konnte Helmut Weidlich gewinnen. Allerdings schlug er seinen Klubkamerad und Vorjahresmeister Enno Röder um nur fünf Sekunden.
Datum: Sonnabend, 22. Februar 1964
| Platz | Sportler         | Mannschaft            | Zeit (h) |
| ----- | ---------------- | --------------------- | -------- |
| 1     | Helmut Weidlich  | SC Dynamo Klingenthal | 50:27    |
| 2     | Enno Röder       | SC Dynamo Klingenthal | 50:32    |
| 3     | Kurt Albrecht    | ASK Vorwärts Oberhof  | 51:04    |
| 4     | Dieter Ritter    | SG Dynamo Zinnwald    | 51:13    |
| 5     | Uloth            | SC Motor Zella-Mehlis | 52:01    |
| 6     | Heinz Seidel     | SC Dynamo Klingenthal | 52:14    |
| 7     | Holler           | SC Dynamo Klingenthal | 52:17    |
| 8     | Gerhard Grimmer  | ASK Vorwärts Oberhof  | 52:18    |
| 9     | Rudolf Dannhauer | ASK Vorwärts Oberhof  | 52:41    |
| 10    | Jürgen Beer      | ASK Vorwärts Oberhof  | 52:44    |

#### 4 × 10-km-Staffel
Im Wettbewerb der Männerstaffeln gab es den erwarteten Favoritensieg für die Klingenthaler Mannschaft. Zu stark war die Staffel um Doppelmeister Helmut Weidlich, als dass die erste Oberhofer Garnitur sie hätte gefährden können. Am Ende hatte die Silberstaffel drei Minuten Rückstand. Dennoch war diese Medaille bemerkenswert, war es doch die erste Meisterschaftsmedaille für den damals noch 20-jährigen Gerhard Grimmer.
Datum: Sonntag, 23. Februar 1964
| Platz | Mannschaft                | Sportler                                                   | Zeit (h) |
| ----- | ------------------------- | ---------------------------------------------------------- | -------- |
| 1     | SC Dynamo Klingenthal I   | Siegfried Horler Heinz Seidel Enno Röder Helmut Weidlich   | 2:23:54  |
| 2     | ASK Vorwärts Oberhof I    | Rudolf Dannhauer Gerhard Grimmer Jürgen Beer Kurt Albrecht | 2:26:54  |
| 3     | ASK Vorwärts Oberhof II   | Fraustein Bechmann Haase Kretzschmann                      | 2:28:46  |
| 4     | SC Dynamo Klingenthal III |                                                            | 2:29:51  |
| 5     | SC Motor Zella-Mehlis     |                                                            | 2:30:20  |
| 6     | SG Dynamo Zinnwald        |                                                            | 2:31:02  |

### Frauen

#### 5 km
Über die Kurzstrecke der Frauen konnte die von der Presse schon als „Ewige Zweite“ bezeichnete Christine Nestler ihren Meistertitel feiern. Und dieser fiel denkbar knapp aus. Nur um eine Sekunde war sie schneller als die Vorjahresmeisterin Renate Dannhauer.
Datum: Sonnabend, 22. Februar 1964
| Platz | Sportler              | Mannschaft                | Zeit (h) |
| ----- | --------------------- | ------------------------- | -------- |
| 1     | Christine Nestler     | SC Traktor Oberwiesenthal | 19:19    |
| 2     | Renate Dannhauer      | SC Motor Zella-Mehlis     | 19:20    |
| 3     | Elfriede Spiegelhauer | SC Dynamo Klingenthal     | 19:35    |
| 4     | Renate Köhler         | SC Traktor Oberwiesenthal | 20:02    |
| 5     | Gudrun Zschögner      | SC Motor Zella-Mehlis     | 20:06    |
| 6     | Karin Horn            | SC Traktor Oberwiesenthal | 20:19    |
| 6     | Anni Körner           | SC Dynamo Klingenthal     | 20:19    |

#### 10 km
Der erste Frauenwettbewerb bot eine Überraschung. Ihren ersten Einzeltitel konnte die schon 29-jährige Olympiateilnehmerin Elfriede Spiegelhauer feiern. Sie verwies dabei ihre wesentlich jüngeren Konkurrentinnen Nestler und Dannhauer auf die Plätze, wobei sie am Ende nur 7 Sekunden Vorsprung vor Christine Nestler hatte.
Datum: Sonntag, 21. Februar 1965
| Platz | Sportler              | Mannschaft                | Zeit (h) |
| ----- | --------------------- | ------------------------- | -------- |
| 1     | Elfriede Spiegelhauer | SC Dynamo Klingenthal     | 37:29    |
| 2     | Christine Nestler     | SC Traktor Oberwiesenthal | 37:36    |
| 3     | Renate Dannhauer      | SC Motor Zella-Mehlis     | 38:05    |
| 4     | Gudrun Zschögner      | SC Motor Zella-Mehlis     | 38:23    |
| 5     | Gabriele Nobis        | SC Dynamo Klingenthal     | 38:35    |
| 6     | Luise Preiss          | SC Motor Zella-Mehlis     | 39:07    |

#### 3 × 5-km-Staffel
Der Frauenstaffelwettbewerb war um einiges spannender als der der Männer. Nach zwei Läuferinnen führte noch der SC Traktor Oberwiesenthal mit 21 Sekunden Vorsprung vor der ersten Staffel des SC Motor Zella-Mehlis. Nach dem letzten Wechsel kam es nun zum Duell zwischen der Oberwiesenthalerin Christine Nestler und der Zella-Mehliserin Renate Dannhauer. Und die Thüringerin nahm etwas überraschend ihrer Konkurrentin 40 Sekunden ab und holte so den einzigen Langlauftitel für die Thüringer Klubs.
Datum: Sonntag, 23. Februar 1964
| Platz | Mannschaft                  | Sportler                                         | Zeit (h) |
| ----- | --------------------------- | ------------------------------------------------ | -------- |
| 1     | SC Motor Zella-Mehlis I     | Luise Preiss Gudrun Zschögner Renate Dannhauer   | 1:00:33  |
| 2     | SC Traktor Oberwiesenthal I | Renate Köhler Karin Horn Christine Nestler       | 1:00:52  |
| 3     | SC Dynamo Klingenthal I     | Gabriele Nobis Anni Körner Elfriede Spiegelhauer | 1:01:42  |
| 4     | SC Motor Zella-Mehlis III   |                                                  | 1:04:43  |
| 5     | Jugendauswahl I             |                                                  | 1:06:46  |

## Nordische Kombination
Schon nach dem Sprunglauf führte nach langjähriger Klingenthaler Dominanz der Oberwiesenthaler Olympiateilnehmer Roland Weißpflog vor dem Vorjahresmeister Rainer Dietel. Auf Platz drei befand sich überraschend der Johanngeorgenstädter Lothar Düring, noch vor dem mehrmaligen DDR-Meister Günter Flauger. Und auch den Langlauf gewann Weißpflog, so dass ihm den Sieg niemand streitig machen konnte. Da Rainer Dietel nur die neuntbeste Laufzeit erzielte und anderthalb Minuten langsamer als Lothar Düring war, konnte der Johanngeorgenstädter etwas überraschend den Vizemeistertitel feiern.
Datum: Sprunglauf Donnerstag, 20. Februar 1964; 15 km Freitag, 21. Februar 1965
| Platz | Sportler           | Mannschaft                   | Punkte |
| ----- | ------------------ | ---------------------------- | ------ |
| 1     | Roland Weißpflog   | SC Traktor Oberwiesenthal    | 485,60 |
| 2     | Lothar Düring      | SG Dynamo Johanngeorgenstadt | 471,88 |
| 3     | Rainer Dietel      | SC Dynamo Klingenthal        | 457,60 |
| 4     | Günter Flauger     | SC Dynamo Klingenthal        | 448,14 |
| 5     | Joachim Winterlich | SC Traktor Oberwiesenthal    | 443,90 |
| 6     | Günter Meinel      | SC Dynamo Klingenthal        | 428,80 |
| 7     | Maatz              | SC Dynamo Klingenthal        | 427,80 |
| 8     | Schönherr          | SC Dynamo Klingenthal        | 424,67 |
| 9     | Günter Münzner     | SG Dynamo Johanngeorgenstadt | 424,52 |
| 10    | Jürgen Meinel      | SC Dynamo Klingenthal        | 424,10 |

## Skispringen
Der Sprungwettbewerb wurde an zwei Tagen ausgetragen. Am ersten Sprungtag wurden drei Durchgänge absolviert, wobei der schlechteste Sprung im Ergebnis gestrichen wurde. Dabei wurde nicht weniger als 29-mal die 100-Meter-Marke erreicht oder übersprungen. Nach diesem ersten Sprungtag führte Veit Kührt vor Klubkamerad Karl-Heinz Munk und dem Armeesportler Kurt Schramm. Vor 40.000 Zuschauern wurde dann unter den Augen von Walter Ulbricht am darauffolgenden Sonntag die Schanzenweihe vollzogen und nochmals drei Durchgänge absolviert. Wiederum gewann dabei Veit Kührt die Tageswertung, obwohl er sich nach dem zweiten Sprung, den er ob seiner Weite nicht stehen konnte, einen Knöchel verstaucht hatte. Somit konnte Kührt nach 1961 wieder den Meistertitel feiern. Dieter Bokeloh, der um 1,3 Punkte den Tagessieg verpasst hatte, schob sich durch diese Leistung noch von Platz fünf auf den Bronzerang. Karl-Heinz Munk konnte durch einen vierten Platz den Vizemeistertitel sichern. Wegen der im Dezember 1965 erfolgten Flucht aus der DDR Munks wurde dessen Vizemeistertitel in späteren DDR-Publikationen nicht mehr erwähnt.
Datum:Freitag, 21. Februar und Sonntag, 23. Februar 1964
| Platz | Sportler         | Mannschaft                   | Punkte |
| ----- | ---------------- | ---------------------------- | ------ |
| 1     | Veit Kührt       | SC Motor Zella-Mehlis        | 457,2  |
| 2     | Karl-Heinz Munk  | SC Motor Zella-Mehlis        | 447,9  |
| 3     | Dieter Bokeloh   | ASK Vorwärts Brotterode      | 441,55 |
| 4     | Kurt Schramm     | ASK Vorwärts Brotterode      | 438,5  |
| 5     | Dieter Neuendorf | ASK Vorwärts Brotterode      | 434,2  |
| 6     | Peter Lesser     | SC Motor Zella-Mehlis        | 425,9  |
| 7     | Helmut Recknagel | SC Motor Zella-Mehlis        | 422,4  |
| 8     | Alfred Lesser    | SC Motor Zella-Mehlis        | 419,0  |
| 9     | Manfred Queck    | SG Dynamo Johanngeorgenstadt | 409,8  |
| 10    | Manfred Lesch    | SC Traktor Oberwiesenthal    | 403,4  |

## Medaillenspiegel
Vor allem durch die starken Langläufer, die alle drei zu vergebenden Titel holten, wurde der SC Dynamo Klingenthaler erfolgreichster Sportclub.
| Medaillenspiegel (nach allen 8 Wettbewerben) | Medaillenspiegel (nach allen 8 Wettbewerben) | Medaillenspiegel (nach allen 8 Wettbewerben) | Medaillenspiegel (nach allen 8 Wettbewerben) | Medaillenspiegel (nach allen 8 Wettbewerben) | Medaillenspiegel (nach allen 8 Wettbewerben) |
| Platz                                        | Mannschaft                                   | Gold                                         | Silber                                       | Bronze                                       | Gesamt                                       |
| -------------------------------------------- | -------------------------------------------- | -------------------------------------------- | -------------------------------------------- | -------------------------------------------- | -------------------------------------------- |
| 1                                            | SC Dynamo Klingenthal                        | 4                                            | 1                                            | 3                                            | 8                                            |
| 2                                            | SC Motor Zella-Mehlis                        | 2                                            | 2                                            | 2                                            | 6                                            |
| 3                                            | SC Traktor Oberwiesenthal                    | 2                                            | 2                                            | 0                                            | 4                                            |
| 4                                            | ASK Vorwärts Oberhof                         | 0                                            | 2                                            | 2                                            | 4                                            |
| 5                                            | SG Dynamo Johanngeorgenstadt                 | 0                                            | 1                                            | 0                                            | 1                                            |
| 6                                            | ASK Vorwärts Brotterode                      | 0                                            | 0                                            | 1                                            | 1                                            |